# Henrique de Freitas
Henrique José Praia da Rocha de Freitas (13 de março de 1961) é um político português que exerceu as funções de Secretário de Estado da Defesa e dos Antigos Combatentes no XV Governo Constitucional e Secretário de Estado dos Negócios Estrangeiros no XVI Governo Constitucional. Atualmente, exerce as funções de deputado à Assembleia da República, pelo CHEGA. Em janeiro de 2024, foi confirmado pelo presidente do CHEGA, André Ventura, que seria cabeça de lista pelo círculo eleitoral de Portalegre nas eleições legislativas de 2024.
É licenciado em Relações Internacionais pela Universidade Lusíada de Lisboa, tendo ainda frequentado o curso de Direito na Universidade Católica. Como membro do Partido Social Democrata, aos 25 anos foi eleito Presidente da Junta da Freguesia das Mercês. Simultaneamente, foi deputado municipal na Câmara de Lisboa, onde entre janeiro e abril de 2002 desempenhou as funções de vereador.
Enquanto militante do PSD, Henrique de Freitas foi Secretário-Geral Adjunto do PSD durante e liderança de Durão Barroso , Presidente da Mesa da Distrital de Lisboa do PSD e Membro do Conselho de Jurisdição Nacional do PSD.
Em 1999 foi eleito deputado à Assembleia da República por Lisboa e manteve-se no cargo até 2009. No Parlamento, coordenou a Comissão de Defesa Nacional, foi Vice-presidente do Grupo Parlamentar do PSD na X Legislatura e foi Presidente da Comissão de Negócios Estrangeiros, Comunidades Portuguesas e Cooperação. Durante este mesmo período foi membro da Assembleia Parlamentar da NATO (Organização do Tratado do Atlântico Norte).
Enquanto o PSD esteve na oposição, Henrique de Freitas fez parte do Gabinete-Sombra do partido para a área da Cooperação e Lusofonia. No entanto, acabou por ser convidado a integrar o Ministério da Defesa, como Secretário de Estado da Defesa e dos Antigos Combatentes, em abril de 2002, quando Durão Barroso assumiu o poder como primeiro-ministro.
Em 2010 foi designado pelo período de três anos para exercer o cargo de conselheiro técnico - pessoal especializado do Ministério dos Negócios Estrangeiros, na Delegação Portuguesa junto da Organização do Tratado do Atlântico Norte - DELNATO, em Bruxelas.
Nas eleições presidenciais de 2011 foi apoiante da candidatura de Manuel Alegre.
Em janeiro de 2023 filiou-se no CHEGA. Em 2024, foi confirmado como candidato a deputado nas eleições legislativas desse ano pelo distrito de Portalegre.
A 10 de março de 2024, foi eleito deputado à Assembleia da República pelo CHEGA, pelo círculo eleitoral de Portalegre.